# Martha Eibl
Martha Marianne Eibl (* 8. April 1931 als Martha Marianne Sebestyen, in Székesfehérvár, Ungarn; † 30. Jänner 2023 in Wien) war eine ungarisch-österreichische Medizinerin und Immunologin.

## Leben
Martha Marianne Sebestyen verließ Ungarn 1949 als Flüchtling und begann ein Medizinstudium an der Universität Wien. Kurt Jellinger war einer ihrer Mitstudenten, mit dem sie eine lebenslange Freundschaft verband. Sie wurde an der medizinischen Fakultät der Universität Wien promoviert. Von 1957 bis 1959 folgte ein Postdoctoral Fellowship an der New York University Medical School bei Baruj Benacerraf, Nobelpreisträger für Medizin 1980. Mit ihm als Autor entstanden ihre ersten wissenschaftlichen Veröffentlichungen, zwei dieser Arbeiten wurden mehr als 300 mal zitiert.  Sie heiratete 1958 Johann Eibl auf Long Island, NY, und nahm den Familiennamen ihres Mannes an. Bei diesem US Aufenthalt ergab sich eine Freundschaft mit der Familie Benacerraf und der Familie von Jeanette Thorbecke, die dauerhaft bestand. Ab 1960 begann ihre Ausbildung zur Fachärztin für interne Medizin bei Karl Fellinger, Ordinarius der II. Medizinische Universitätsklinik Wien. Hierbei entstanden weitere wissenschaftliche Veröffentlichungen. Nach einem Wechsel arbeitete Martha Eibl von 1970 bis 1997 am Institut für Immunologie an der Universität Wien unter der Institutsleitung von C. Steffen und etablierte die Abteilung für Infektionsimmunologie. Beim Ansuchen um die Lehrbefugnis war sie als Oberärztin am Institut für Immunologie beschäftigt. Ihre Habilitationsschrift enthielt als wissenschaftliche Arbeit Nachweise der zellulären Immunität gegen strukturell unterschiedliche gamma-Globuline bei Auftreten der primär chronischen Polyarthritis (PCP). Dies stellte neue, differenzierte Erkenntnisse über die Funktionsweise des menschlichen Immunsystems dar. Im Ansuchen an die Fakultiät wurden von ihr zur Dokumentation ihrer wissenschaftlichen Leistung 31 Veröffentlichungen angegeben. Sie wurde am 20. August 1973 mit dem Beschluss der damaligen Wissenschaftsministerin Dr. Hertha Firnberg an der medizinischen Fakultät der Universität Wien habilitiert, der Fakultätsbeschluss erfolgte einstimmig. Ihre Habilitation stellte eine außerordentliche Leistung dar, verband Martha Eibl doch klinische Arbeit mit wissenschaftlicher Forschung und hatte sie zu diesem Zeitpunkt bereits vier Kinder im Alter zwischen acht und vierzehn Jahren. Die Habilitation öfnnete die Tür für weitere Karrieresprünge: 1980 wurde sie als Universitätsprofessorin für Immunologie berufen und es schloss sich eine intensive publizistische Tätigkeit an: Funktion des menschlichen Immunsystems auf der zellulären Ebene  mit unterschiedlichen Antigenen und die sich daraus ergebenden therapeutischen Konsequenzen.  Sie verband in weiterer Folge experimentelle Forschung mit der klinischen Arbeit an Patienten: als Konsiliarärztin beriet sie in mehreren Kinderkrankenhäusern in Wien zu Immunerkrankungen mit dem Schwerpunkt Immundefizienzen. Intensive und langjährige Zusammenarbeit ergaben sich mit R. Passl in der Unfall-Chirurgie (Barmherzige Brüder, Eisenstadt), Christoph Zielinski (AKH) in der Onkologie  und mit Fred Rosen (Harvard University) in der Immundefizienz und führten zu wegweisenden wissenschaftlichen Veröffentlichungen.
Martha Eibl war eine prägende Persönlichkeit der Österreichischen Gesellschaft für Allergologie und Immunologie (ÖGAI) und war von 1994 bis 1996 erste Präsidentin. In ihrer Präsidentschaft fand die erste gemeinsame Jahrestagung der ÖGAI mit der Deutschen Gesellschaft für Immunologie im September 1995 statt. Sie legte den Grundstein für weitere gemeinsame Tagungen sowie noch intensiveren Austausch und Zusammenarbeit zwischen den Forschungsgruppen dieser beiden Länder. Anlässlich der 25-Jahr-Feier der ÖGAI 1996 wurde eine  Festschrift herausgegeben.
Von 1966 bis zur Übernahme durch Baxter International war sie Leiterin der immunologischen und klinisch-immunologischen Forschung der Immuno AG.
Ab 1986 leitete sie in Wien die Immunologische Tagesklinik und ein biomedizinisches Forschungsinstitut. Ihr Spezialgebiet war die Klinische Immunologie, besonders primäre Immundefekte und Infektions-Immunologie.
Martha Eibl zählte bis zu ihrem Tod zu den führenden Immunologen Österreichs. Sie ist Verfasserin von mehr als 300 Fachpublikationen, sowohl wissenschaftliche Veröffentlichungen mit ihr als Autorin wie auch bedeutende Monographien mit ihr als Herausgeberin.
Sie war mit dem Chemiker Johann Eibl († 29. Jänner 2023), einem Gründer der Immuno AG verheiratet. Sie hatte vier Kinder mit Geburtsjahren 1959, 1960, 1963 und 1965, darunter Oliver Eibl (* 1960).

## Anerkennungen
- 1996 – Rote Lilie von Florenz für Verdienste um Humanität und Wissenschaft[12]
- 1997 – Österreichisches Ehrenkreuz für Wissenschaft und Kunst I. Klasse
- Goldenes Ehrenzeichen für Verdienste um das Land Wien
- 2002 – Preis der Stadt Wien für Medizinische Wissenschaften[13]